# Гія Гвазава
Гія (Георгій) Гвазава (нар. 19 січня 1974) — грузинський футболіст, захисник.

## Життєпис
Футбольну кар'єру розпочав у 1991 році в складі грузинського клубу «Шевардені-1906», в складі якого зіграв 3 матчі. В 1992 році переїхав в Україну, де підписав контракт з вищоліговим шепетівським «Темпом» (Ш). Дебютував у складі «Темпу» 6 червня 1992 року в програному (1:3) виїзному поєдинку 17-о туру підгрупи 1 17-о туру Вищої ліги проти запорізького «Металурга». Гія вийшов на поле в стартовому складі та відіграв увесь матч. У першому сезоні команда посіла останнє місце в групі й опустилася до першої ліги. У провальному для «Темпу» чемпіонаті Гвазава зіграв 4 матчі, а після вильоту до першої ліги залишився захищати кольори клубу. У першій частині наступного сезону зіграв по 2 матчі в першій лізі та кубку України. Проте після цього залишив Україну та повернувся на батьківщину. У Грузії підписав контракт з «Алазані», кольори якого захищав до 1994 року. За цей час зіграв у 9-ти матчах грузинського чемпіонату. Після цього дані про подальшу кар'єру Гвазави відсутні.